# Shpend Sollaku Noé
Pour les articles homonymes, voir Shpend.
Shpend Sollaku Noé (ou Sh. S. Noé) est un poète, écrivain, journaliste, traducteur et homme politique italo-albanais.

## Biographie
Shpend Sollaku Noé (Lushnjë, 3 avril 1957) vit en Italie en tant que réfugié politique depuis 1992. Il a collaboré avec plusieurs journaux et magazines. Ses œuvres ont été traduites en seize langues. Il a combattu pour la protection des droits de l’homme et, ayant personnellement expérimenté les horreurs de la dictature, il lutte en particulier pour les droits des émigrés et des exilés politiques. 
Shpend Sollaku Noé écrit une poésie et une prose civile, qui emploie également des références historiques et mythologiques, mais toujours pour revenir à la contemporanéité et aux problèmes actuels d’un monde peuplé de tyrans, de bourreaux et de banques toutes puissantes. Au centre de son œuvre, on trouve le rapport entre le pouvoir et l’individu, entre le pouvoir et l’intellectuel.

## Œuvres principales
- I puledri azzurri, poèmes, Albanie, 1987
- Il regno del proibito (Le Règne du prohibé), poèmes, Italie, 1995
- Applaudire Caligola (Applaudir Caligula), poème héroïque, Italie, 1997
- Un posto a piedi per Galilea (Une place debout pour Galilée), poèmes, Italie, 1999-2000
- La Colombia balcanica (La Colombie balkanique), enquête en prose, Italie, 1994
- Il secolo breve dei Balcani (Le Siècle succinct des Balkans), enquête en prose, Italie, 1994
- Abysses-voragini (Abysses-gouffres), poèmes, USA, 2009
- Barcodes-Codici a Barre (Code-barres), poèmes, USA, 2010
- Piramidi in frantumi    Antologia poetica, USA 2011,   (ISBN 9781463403034) AuthorHouse Author House
- Es hora de andar Sócrates Antología Poética, USA 2011,   (ISBN 9781463402976) AuthorHouse Author House
- Se réveiller au fond du précipice  Anthologie poétique, USA  2011,    (ISBN 9781463402969) AuthorHouse Author House
- Atdheu i tjetrit   Antologji Poetike, USA 2011,   (ISBN 9781463406783) AuthorHouse Author House
- La limite du brouillard roman, Rome 2012,  (ISBN 978-88-567-5719-4)
- Filius Hostis ovvero il figlio del nemico, romanzo, Roma 2020,  (ISBN 979-12-201-0437-1)

## Critiques sur l’œuvre de Sh.S.Noé
- « L’œuvre de Shpend Sollaku Noé peut s’inscrire dans un véritable « fil noir » de la tradition européenne, qui part du « Marionettentheater » de Kleist pour aboutir au « Théâtre de la cruauté » d’Artaud (entre autres). Cette œuvre rejoint également de diverses façons l’expérience de nombreux poètes (Brodskij, Milosz, Herbert, Kancev) qui comme Shpend Sollaku Noé ont été contraints d’abandonner leur patrie, celle-ci ne pouvant satisfaire leur soif de liberté… », C.Gottardi, C.Diddi, Amnesty International, Rome, avril 1995
- « Il est capable de dénouer les formules constituées, capable d’opérer une révision du monde des significations déjà acquises.», « Firenze libri », 1997
- “Sollaku est le premier, après des années, qui m’a poussé à retrouver le « plaisir de lire » un livre en vers. La langue de Shpendi Sollaku Noé est vivante, actuelle, incisuve, mordante, émouvante, douloureuse, Déchirante, Enchanteresse.», Stelvio Mestrovich Wotnynski, à propos du livre « Abysses-Voragini », USA 2009.

## Référence
- « Loog », « Das Boot », « Journal of Contemporary Anglo-Scandinavian poetry », « Rustic Rub », « Parnasus of World Poets », « Dismisura testi », « Poeteka », « Fier Profil », « Nositi », « Haemus », « Drita», « Bashkimi », ”Republika”, ”Ora e fjalës”, ”Rilindja Demokratike”, «News Letter », « Alto Adige », « Ciociaria Oggi », « Il Messaggero », « La Nazione », «RTSH», «RAI DUE», «RAI TRE», « Italia Uno»…